# Protodictya guttularis
Protodictya guttularis är en tvåvingeart som först beskrevs av Christian Rudolph Wilhelm Wiedemann 1830.  Protodictya guttularis ingår i släktet Protodictya och familjen kärrflugor. Inga underarter finns listade i Catalogue of Life.